# Ільченко Юрій Олександрович
Ю́рій Олекса́ндрович І́льченко — майор Збройних сил України, учасник російсько-української війни.
Станом на березень 2017 року — викладач ЦКПС, навчальний центр «Десна».

## Нагороди
- орден Богдана Хмельницького II ступеня (2022) — за особисту мужність і високий професіоналізм, виявлені у захисті державного суверенітету та територіальної цілісності України, зразкове виконання військового обов’язку[1].

29 вересня 2014 року — за особисту мужність і героїзм, виявлені у захисті державного суверенітету та територіальної цілісності України, вірність військовій присязі під час російсько-української війни, відзначений — нагороджений орденом «За мужність» III ступеня.